# سامسونج جالكسي بوكيت ديوس
سامسونج جالاكسي بوكيت ديوس (بالإنجليزية: Samsung Galaxy Pocket Duos)‏ هو هاتف ذكي من سامسونج ضمن سلسلة سامسونج جالاكسي يعمل بنظام أندرويد، تم طرحه في الأسواق في 2012.

## الخصائص
- نظام التشغيل: أندرويد
- الكاميرا الخلفية: 2.0 ميجابكسل
- الشاشة: إل سي دي 240 × 320
- الوزن: 103 غرام
- المعالج: 832 ميجا هرتز
- التخزين: 3 جيجابايت